# The Millennium Bell
The Millennium Bell e un album in studio di Mike Oldfield pubblicato nel 1999 da Warner Bros. Records in formato CD e musicassetta. È il ventitreesimo album del musicista britannico.

## Il disco
Prodotto, composto e suonato da Mike Oldfield, The Millennium Bell è stato registrato nei Roughwood Studios, mentre la parte orchestrale è stata registrata agli Abbey Road Studios con la collaborazione di Robyn Smith e The London Session Orchestra. La parte corale è opera del The London Händel Choir e del The Grant Gospel Choir. Alla realizzazione dell'album ha partecipato anche il batterista dei Simply Red, Gota Yashiki.
Oldfield ha registrato la maggior parte del disco nel suo studio casalingo, i Roughwood Studios, nel Berkshire, mentre le parti orchestrali sono state registrate in un solo giorno negli Abbey Road Studios.
The Millennium Bell narra la storia dell'uomo nei primi 2000 anni dopo la nascita di Gesù attraverso una serie di singoli episodi che descrivono molti momenti importanti nella storia.
Il brano di apertura, Peace On Earth, è essenzialmente un canto natalizio, il cui testo si riferisce alla nascita di Gesù Cristo, portatore di pace sulla Terra. L'aspetto principale di questo brano è la speranza.
Mescolando suoni elettronici ed etnici, Pacha Mama si basa sulla musica tradizionale peruviana, e narra le origini dei nativi americani.
Santa Maria prende il nome dall'omonima nave ammiraglia di Cristoforo Colombo e rappresenta la scoperta dell'America da parte degli europei. La parte più importante di questa canzone è la parte vocale del coro, che ricorda il lato religioso del viaggio.
Parte del testo di Sunlight Shining Through Cloud è stato scritto da pastore anglicano John Newton, autore di Amazing Grace. Il brano, caratterizzato da forti temi africani, si riferisce al commercio degli schiavi. Mike Oldfield ha visitato Gorée, un'isola sulla costa senegalese famosa per il suo porto commerciale degli schiavi, ora trasformato in un santuario.
Caratterizzato dalla percussione elettronica combinata con strumenti classici quali i violini, The Doge's Palace fa un salto in Italia, più precisamente nella Repubblica di Venezia, una dei più potenti centri di commercio in Europa. Nel brano vengono citati tre dogi veneziani: Pietro Polani, Enrico Dandolo e Francesco Donato. The Doge's Palace fa riferimento alla condizione economica europea della metà del primo millennio, dove molte città, regioni e paesi hanno svolto un ruolo importante nello creazione di leggi per salvaguardare la società, che hanno aperto la strada alla nascita di molti paesi moderni.
Lake Constance, il primo brano interamente orchestrale dell'album, si riferisce all'età del Romanticismo in Europa, movimento che evoca emozioni e sentimenti in modo spontaneo, indispensabili agli uomini per percepire il mondo intorno a loro.
Mastermind è ambientato negli anni '20, durante i quali in America erano nati il proibizionismo e la criminalità organizzata.
Un altro pezzo completamente orchestrale, Broad Uplands Sunlit prende il nome da uno dei famosi discorsi di Winston Churchill, e si riferisce agli inizi della Seconda guerra mondiale. Per sperimentare ciò che Churchill potrebbe aver provato durante i giorni di Operation Sea Lion, Mike Oldfield ha visitato la sua stanza della guerra, nel Blenheim Palace.
Il testo di Liberation è un estratto da Il Diario di Anna Frank, narrato dalla figlia di Mike Oldfield, Greta, che al momento della registrazione aveva la stessa età di Anna Frank. Il brano fa riferimento alla fine della seconda guerra mondiale, all'inizio della Guerra Fredda, all'era della televisione e dei media digitali.
Amber Light, con alcune parole in lingua Xhosa, che tradotte significano «La luce risplenderà alla fine della notte», si riferiscono alla fine dell'apartheid in Sudafrica.
L'album si conclude con la title track, un remix di tutte le tracce precedenti, che rappresenta una sorta di riassunto della storia dell'umanità negli ultimi due millenni e si pone come un incitamento a rivolgere lo sguardo verso il futuro.

## Tracce
1. Peace on Earth – 4:09
2. Pacha Mama – 4:06
3. Santa Maria – 2:44
4. Sunlight Shining Through Cloud – 4:33
5. The Doge's Palace – 3:08
6. Lake Constance – 5:16
7. Mastermind – 3:04
8. Broad Sunlit Uplands – 4:03
9. Liberation – 2:38
10. Amber Light – 3:50
11. The Millennium Bell – 7:36